# Melanchra nyiwonis
Melanchra nyiwonis là một loài bướm đêm trong họ Noctuidae.